# هرقل، سوریه
هرقل (به عربی: الهرقل) یک روستا در سوریه است که در استان حمص واقع شده‌است. هرقل ۴۸۹ نفر جمعیت دارد.